# Freycinetia koordersiana
Freycinetia koordersiana är en enhjärtbladig växtart som beskrevs av Ugolino Martelli. Freycinetia koordersiana ingår i släktet Freycinetia och familjen Pandanaceae. Inga underarter finns listade.